# Future Oncology
Future Oncology, abgekürzt Future Oncol., ist eine wissenschaftliche Fachzeitschrift, die vom Future Medicine-Verlag veröffentlicht wird. Die Zeitschrift erscheint mit zwölf Ausgaben im Jahr. Es werden Arbeiten veröffentlicht, die sich mit aktuellen Entwicklungen in der Behandlung von Krebserkrankungen beschäftigen.
Der Impact Factor lag im Jahr 2015 bei 2,129. Nach der Statistik des ISI Web of Knowledge wird das Journal mit diesem Impact Factor in der Kategorie Onkologie an 147. Stelle von 213 Zeitschriften geführt.